# Coors

Coors är ett ölmärke från det amerikanska bryggeriet The Coors Brewing Company. Ölet säljs i länder över hela världen, och är känt från filmtrilogin Nu blåser vi snuten.